# Víktor Hartmann
Víktor Aleksándrovich Hartmann (Ruso: Виктор Александрович Гартман; 5 de mayo de 1834, San Petersburgo; 4 de agosto de 1873, Kireyevo, cerca de Moscú) fue un arquitecto, escultor y pintor ruso.

## Vida

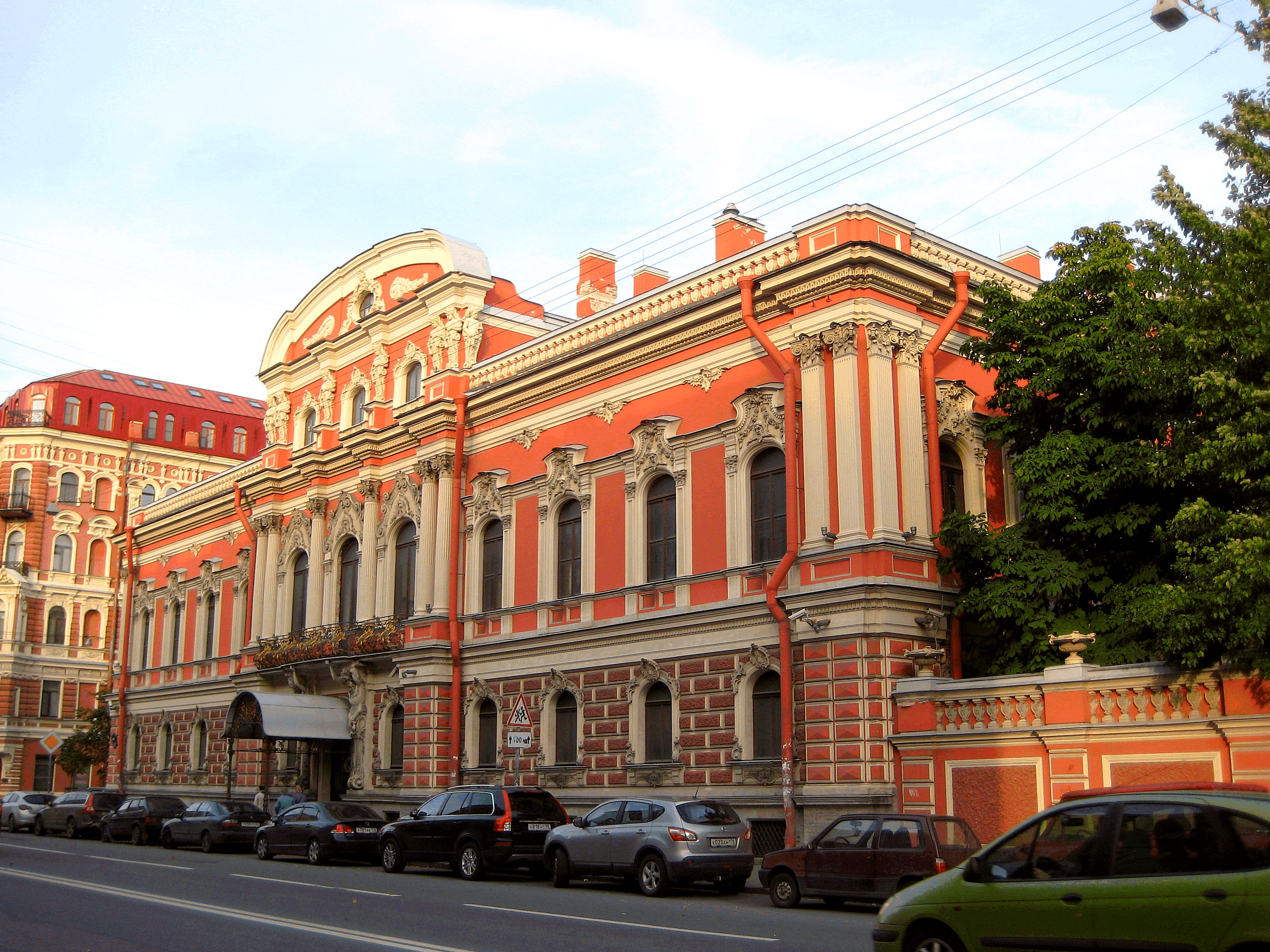
Mansion de Myasnikov en San Petersburgo (en colaboración con A. Gemilian) (1857-1859)

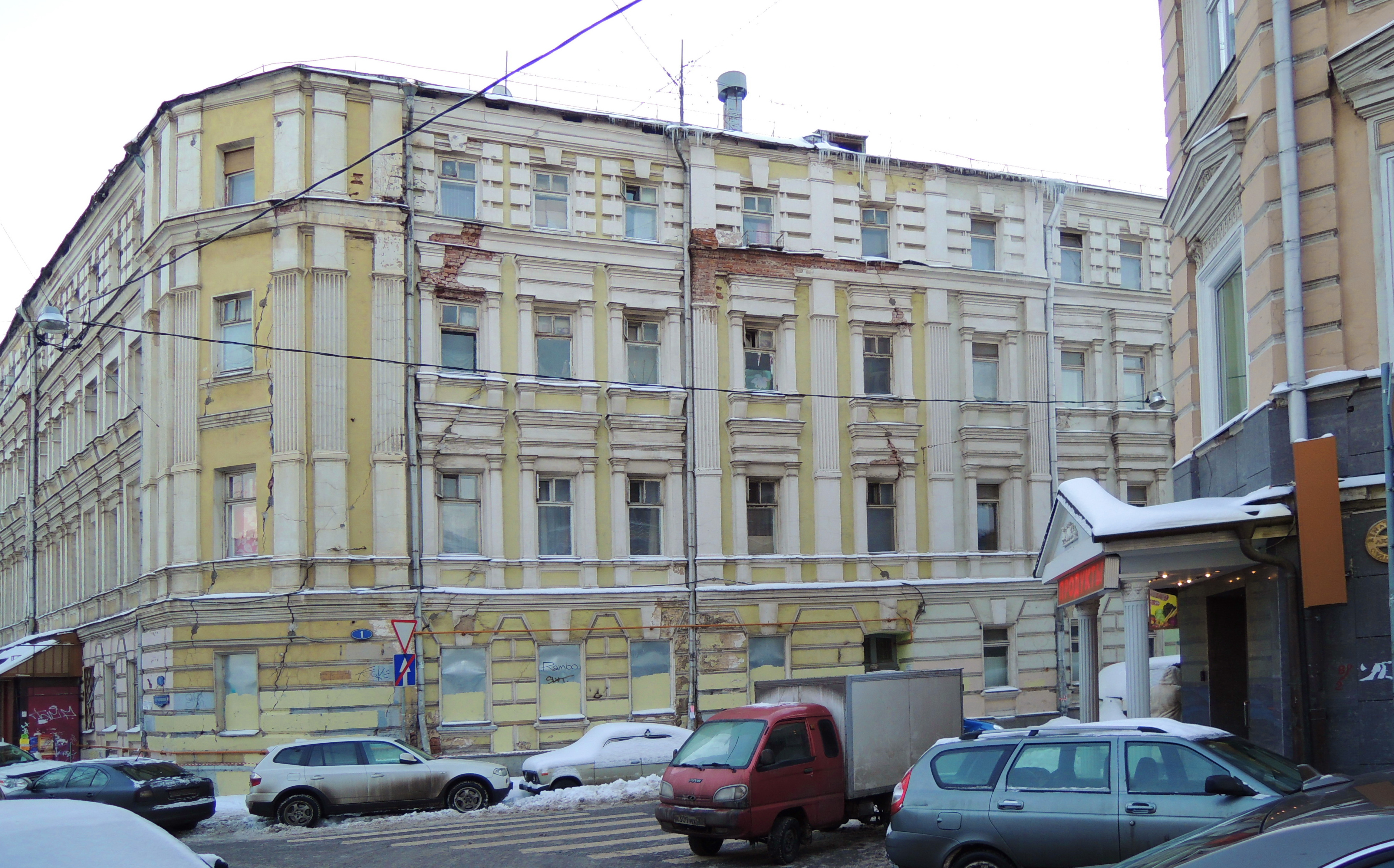
Casa n.º 1 en la Merzlyakovsky Lane, Moscú

Hartmann (también transcrito a veces como Gartmann) quedó huérfano a temprana edad y creció en San Petersburgo en la casa de su tío, quien era un conocido arquitecto. Estudió en la Academia Imperial de las Artes en San Petersburgo y comenzó a trabajar ilustrando libros.
También trabajó como arquitecto y esbozó, entre otras cosas, el monumento Milenario de Rusia en Nóvgorod, que fue inaugurado en 1862. Junto con Ivan Ropet, Hartmann fue uno de los primeros artistas en incluir motivos rusos tradicionales en su trabajo. Estos motivos eran, en gran parte, elaboraciones imaginarias a partir de elementos orientales, pero su impacto fue tal que dio lugar a todo un estilo arquitectónico que hoy consideramos como genuinamente ruso. El germen de esta nueva sensibilidad se encuentra más en su pintura arquitectónica que en su arquitectura propiamente dicha, en concreto en "La Puerta de Kiev".
Desde que Vladímir Stásov lo introdujo en el círculo de Mili Balákirev en 1870, Hartmann se hizo un cercano amigo del compositor Modest Músorgski. Después de la temprana muerte de Hartmann por un aneurisma a la edad de 39, se hizo una exposición de más de 400 de sus pinturas en la Academia Imperial de las Artes en San Petersburgo, en febrero y marzo de 1874. Esto inspiró a Músorgski a componer su suite Cuadros de una exposición. La mayoría de los trabajos de esta colección están ahora perdidos.

## Galería de imágenes

Obras pictóricas
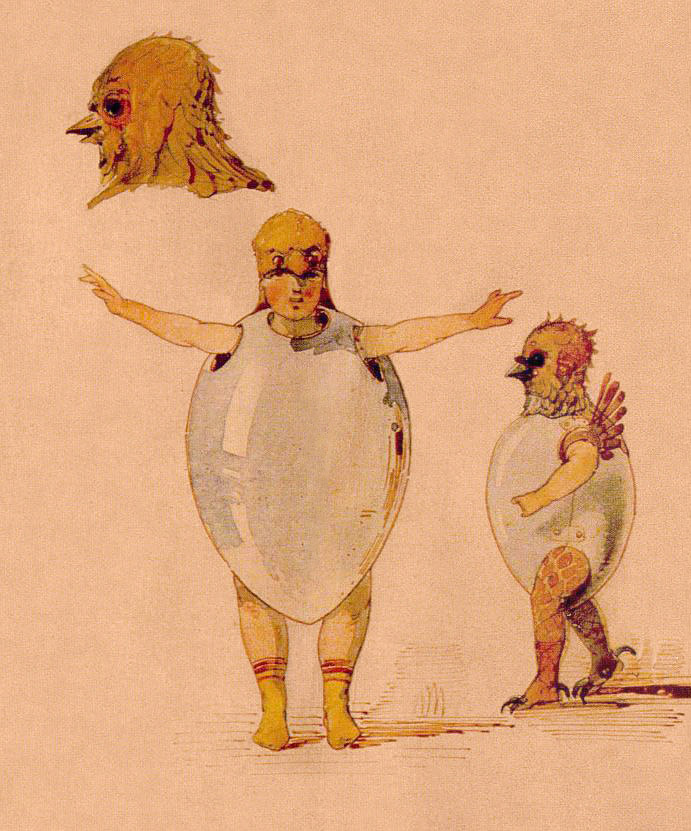
Esbozo para el ballet Trilby
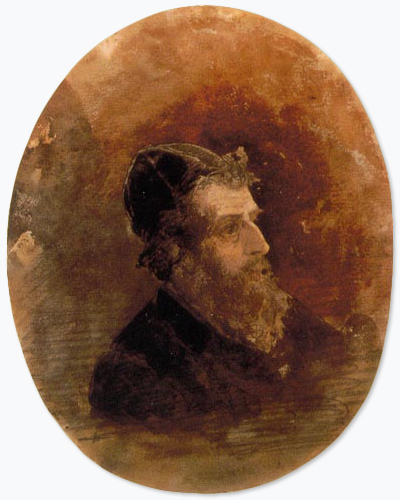
El Judío rico
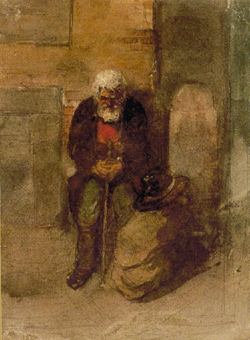
El Judío pobre
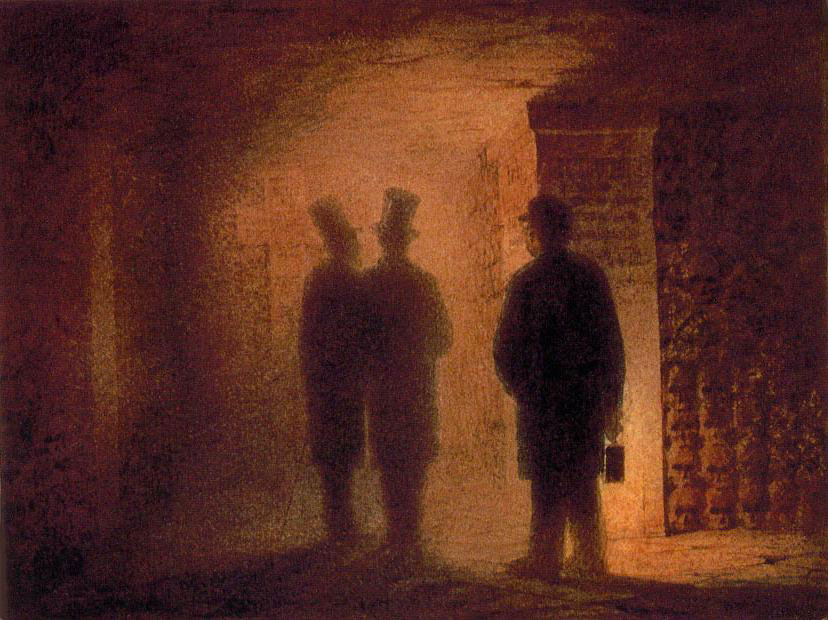
Las Catacumbas de París

Obras arquitectónicas
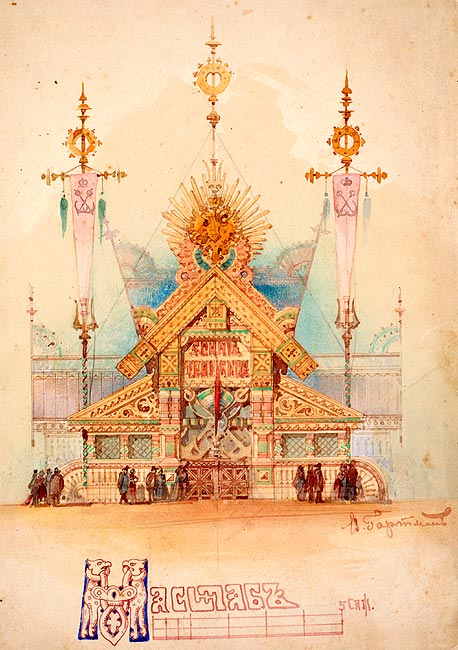
Diseño para el pabellón del Ministerio ruso de la Marina para la Exposición universal de 1873 en Viena
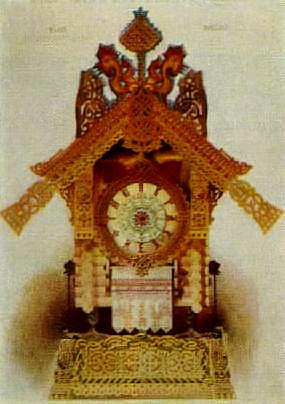
La casa de Baba Yagá
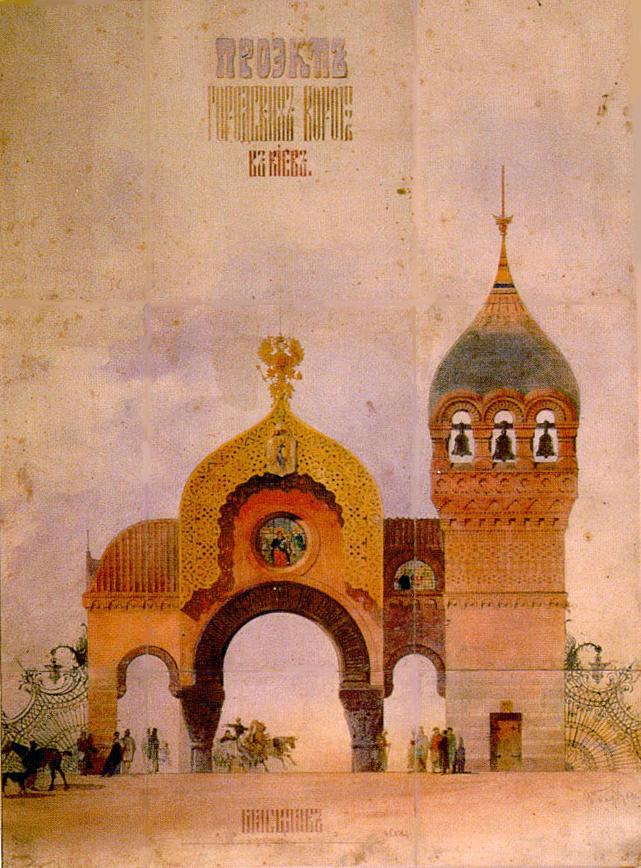
Proyecto para La Gran Puerta de Kiev
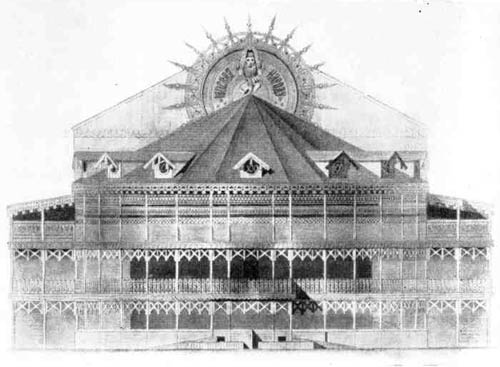
Proyecto de Teatro del Pueblo en Moscú (1872)